# جنانپارا
جنانپارا (به لاتین: Jnanpara) یک منطقهٔ مسکونی در بنگلادش است که در ناحیه برگونه واقع شده‌است.